# Osmium(II)-chlorid
Osmium(II)-chlorid ist eine chemische Verbindung des Osmiums aus der Gruppe der Chloride.

## Gewinnung und Darstellung
Osmium(II)-chlorid kann auch durch Disproportionierung von Osmium(III)-chlorid bei 500 °C im Vakuum dargestellt werden.
{\displaystyle {\ce {2OsCl3 -> OsCl4 + OsCl2}}}

## Eigenschaften
Osmium(II)-chlorid ist ein hygroskopischer dunkelbrauner Feststoff, der unlöslich in Wasser ist. Er reagiert nicht mit Salzsäure und Schwefelsäure.

## Verwendung
Osmium(II)-chlorid kann zur katalytischen Herstellung von Trialkylaminen verwendet werden.